# Холодница (деревня)
Холодница (пол. Hołodnica) — деревня в Бяльском повете Люблинского воеводства Польши. Входит в состав гмины Рокитно. По данным переписи 2011 года, в деревне проживало 140 человек.

## География
Деревня расположена на востоке Польши, к югу от реки Западный Буг, вблизи государственной границы с Белоруссией, на расстоянии приблизительно 14 километров северо-востоку от города Бяла-Подляска, административного центра повета. Абсолютная высота — 150 метров над уровнем моря. К северу от населённого пункта проходит региональная автодорога 698.

## История
В конце XVIII века деревня входила в состав Брестского повета Великого княжества Литовского. Согласно «Справочной книжке Седлецкой губернии на 1875 год» Холодница входила в состав гмины Рокитно Константиновского уезда Седлецкой губернии. В период с 1975 по 1998 годы населённый пункт входил в состав Бяльскоподляского воеводства.

## Население
Демографическая структура по состоянию на 31 марта 2011 года:
|         | Всего | До трудоспособного возраста | Трудоспособного возраста | Старше трудоспособного возраста |
| ------- | ----- | --------------------------- | ------------------------ | ------------------------------- |
| Мужчины | 74    | 18                          | 47                       | 9                               |
| Женщины | 66    | 11                          | 36                       | 19                              |
| Всего   | 140   | 29                          | 83                       | 28                              |